# Лусіо Лара
Лусіу Родрігу Лейте Баррету ді Лара (порт. Lúcio Rodrigo Leite Barreto de Lara; (9 квітня 1929 , Каала, Уамбо  — 27 лютого 2016 , Луанда ), він же Чівека (Tchiweka) — ангольський комуністичний політик і державний діяч, генеральний секретар і ведучий МПЛА.
Активний учасник війни за незалежність та громадянської війни. Найближчий сподвижник Агостіньо Нето, один із найвищих керівників НР Ангола в перші роки незалежності. Після смерті Нето у вересні 1979 — в. о. президента НРА. Відсторонений від активної політики при наступнику Нето Жозе Едуарду душ Сантуше.
Відомий також як великий теоретик марксизму та африканського соціалізму.